# Enfants de Dieu (secte)
Pour les articles homonymes, voir Enfants de Dieu.
Les Enfants de Dieu, — en anglais : The Children of God (parfois abrégé en COG) — connus ensuite sous le nom de La Famille ou La Famille internationale (The Family International), sont un groupe sectaire créé en 1968. À la suite de la découverte de ses agissements en matière sexuelle — incitation à la prostitution, inceste et pédophilie —, il a été dissous en 1978, mais a ensuite poursuivi ses activités sous diverses dénominations.

## Débuts

### Fondateur
Le fondateur des Enfants de Dieu est David Brandt Berg (1919-1994), ex-pasteur de l'Alliance chrétienne et missionnaire, connu de ses adeptes sous le nom de Moïse-David ou encore MO.
Après des études de théologie, David Berg quitte son Église en 1951 pour devenir télé-évangéliste. 

### Hippies
À la fin des années 1960, il s'installe à Huntington Beach, en Californie, avec son épouse Jane et ses quatre enfants en se donnant pour but de porter son message religieux à la jeunesse hippie.
C'est l'époque de la « Révolution de Jésus ». Les disciples sont regroupés par colonies. Assez rapidement, à la suite d'une vision, Berg quitte son épouse et ses enfants pour vivre avec Karen Zerby (dite Maria).
En 1971, les Enfants de Dieu ne sont pas nombreux mais commencent à faire parler d'eux, notamment à la télévision. Berg affirme régulièrement avoir des révélations fournies par son ange gardien Abrahim.

### Radicalisation
Lié dès 1970 à Mouammar Kadhafi, qui est surnommé « Godhafi » par ses membres, le groupe est soutenu financièrement par la Jamahiriya arabe libyenne.
L'interprétation qu'il fait de la Bible commence à dévier sérieusement de celle des religions chrétiennes établies car il demande à ses disciples de rejeter et de haïr leur famille, leurs amis et leur employeur. Assisté de David Hoyt et Linda Meissner, Berg développe le mouvement qui dénombre 400 adeptes, regroupés en six colonies, en 1972.
Le mouvement traverse l'Atlantique et s'étend à plusieurs pays du monde. Un hippie français, Joseph, fonde une colonie à Paris, celle-ci fait l'objet de plusieurs reportages. Ils fondent un groupe pop du même nom qui connaît le succès et assure une rentrée d'argent, notamment grâce à leur chanson Redeviens un bébé sortie en 1973.
Un fils de Berg, Aaron, se suicide en se jetant d'une falaise. C'est à partir de cette époque que le gourou s'intéresse à la communication avec les morts.
Un jour, Berg annonce à ses disciples que le 4 décembre 1973, une comète détruira les États-Unis en frôlant la terre. 2 000 de ses disciples émigrent alors en Europe pour se mettre à l'abri. Berg aura un temps son quartier général en France. En 1974, les Enfants de Dieu sont 4 000, répartis dans 170 colonies.
En février 1975, un membre de la secte est assassiné aux pieds de la citadelle de Namur. Le crime est très semblable à un autre, commis deux mois plus tôt à 30 km de Namur, dont la victime appartenait également au mouvement. Les médias français évoquent la probabilité de meurtres rituels. La victime, Michel Piersotte, appartenait aux Enfants de Dieu, mais souhaitait quitter l'organisation selon ses parents. L'hypothèse du meurtre rituel prit de l'ampleur quand les enquêteurs découvrirent des tracts distribués la semaine précédente dans la région par les Enfants de Dieu : « Seigneur, aide-nous à accepter d'être frappés et écrasés, d'être pressés et broyés et d'être au supplice pour répandre la douceur ». La police se demande si Michel Piersotte et Jean-Paul Meurisse n'ont pas été « punis » parce qu'ils avaient abandonné les Enfants de Dieu.
Berg se réfugie en Asie où il continue son activité. Il voyage beaucoup et sa trace est régulièrement perdue jusqu'à ce que l'on apprenne son décès en 1994. L'organisation est depuis dirigée par sa veuve, Karen Zerby.

## Pratiques

### Organisation
La base de la secte est l'ensemble des « colonies », d'une douzaine de membres, dirigées par des « bergers ». Ces colonies sont chapeautées par des « évêques », « archevêques » et « ministres ».

### Prostitution «sainte»
En 1975, Berg met au point le flirty-fishing, une forme de prostitution missionnaire : les jeunes femmes membres de la secte étaient encouragées à user de leurs charmes aux fins d'attirer de nouveaux adeptes et/ou d'inciter des décideurs influents à percevoir favorablement la secte et son pasteur. Il ne s'agit pas d'une vente de son corps, mais d'un hameçonnage pour piéger les hommes. Ainsi Berg écrivait à ses fidèles féminines : 

« Pas de soutien-gorge ! Des chemisettes transparentes ! Montrez vos atouts ! C'est en cela que consistent les hameçons… Ils doivent tomber amoureux de vous ! Aucun acte n'est condamnable dès lors qu'il est accompli à des fins spirituelles, le même acte devient un péché s'il est réalisé à des fins charnelles. »

— Gerhard J. Bellinger, Encyclopédie des religions.

### Ventes de rue
Une autre rentrée d'argent de l'organisation est la vente sur des marchés de disques, de cassettes et de posters par les adeptes.

### Pédophilie
Par ailleurs les pratiques incestueuses et pédophiles au sein du groupe sont révélées ainsi que le rappelle l'Unadfi. Des témoignages d'enfants devenus adultes tels que celui d'Amoreena Winkler,,, ou de Céleste Jones, Kristina Jones et Juliana Buhring, viendront en détailler la nature et l'ampleur.
Il semble cependant que ces pratiques disparurent avec David Berg[réf. nécessaire].

## Poursuites judiciaires et dissolution
Le flirty-fishing, la pédophilie de certains de ses membres auxquelles s'ajoutent d'autres malversations finiront par déclencher des poursuites judiciaires à l'encontre de l'organisation. Les Enfants de Dieu seront ainsi officiellement dissous en France en 1978 pour « racolage et prostitution »,, et interdits dans de nombreux pays. L'organisation s'est préalablement auto-dissoute, mais se reconstitue vite sous le nom de la « Famille d'Amour » (the Family of Love).
En juin 1993, près de 150 enfants sont entendus dans le cadre d’une enquête pour corruption de mineurs contre 22 membres de la secte. En 1999, le tribunal d’Aix-en-Provence déclare un « non-lieu », faute de témoignages concluants.

## Nouveaux noms
Après sa dissolution en 1978, la secte des Enfants de Dieu continue d'exister sous divers noms, notamment Famille internationale, Famille d’Amour, Heaven’s boys, Heaven’s girls, Services missionnaires internationaux, Centre au service des familles, Familles sans frontières ou La Famille.

## Membres célèbres
- Les acteurs River Phoenix, Joaquin Phoenix, Rain Phoenix et Summer Phoenix ont grandi comme membres des Enfants de Dieu dont leurs parents faisaient partie[18], ainsi que Christopher Owens, chanteur du groupe américain Girls[19],[20].
- L'actrice Rose McGowan a grandi dans une communauté des Enfants de Dieu en Italie[21].
- Le musicien Jeremy Spencer, ex-guitariste de Fleetwood Mac, est membre depuis 1971[22].
- Kristina Jones, Celeste Jones et Juliana Buhring, qui ont raconté leur histoire au sein de la secte des enfants de Dieu dans un témoignage intitulé Jamais sans mes sœurs[23].
- Les deux parents du rappeur Koriass au Québec en faisaient partie[24].

### Témoignages
- Celeste Jones, Kristina Jones et Juliana Buhring (trad. de l'anglais par Laure Motet), Jamais sans mes sœurs [« Not without my sister »], Paris, K & B, coll. « Témoignage », 2007, 371 p. (ISBN 978-2-915957-51-8 et 2-915957-51-7, OCLC 470991400, BNF 41363729)
- Myriam Declair, Se libérer d'une secte: récit, conseils et prévention, Jepublie, 2022, 137 p. (ISBN 9782839912235)
- Amoreena Winkler, Purulence, France, Ego comme X, 2009, 248 p. (ISBN 978-2-910946-73-9 et 2-910946-73-8, lire en ligne)
- Jeanine Hervé et Marie-Christine C., Séphora, prostituée de Dieu, La Duraulée, 1988 (ISBN 978-2-906057-06-7)
- Amoreena Winkler, Fille de Chair, France, Ego comme X, 2014, 244 p. (ISBN 978-2-910946-86-9, lire en ligne)

### Ouvrages
- (en) High Court of Justice, The Judgement of Lord Justice Ward, 19 octobre 1995 (lire en ligne)

### Articles
- Bernard Blandre et Jean-François Mayer, « Dossier des enfants de Dieu », Sectes, petites Églises et réseaux mystiques, Sarreguemines, Association d'étude et d'information sur les mouvements religieux, no 1,‎ 1993
- Bernard Blandre, « Les origines des enfants de Dieu », Sectes, petites Églises et réseaux mystiques, Sarreguemines, Association d'étude et d'information sur les mouvements religieux, no 2,‎ 1994
- Bernard Blandre, « La sexualité des enfants de Dieu », Sectes, petites Églises et réseaux mystiques, Sarreguemines, Association d'étude et d'information sur les mouvements religieux, no 6,‎ 1999
- Bernard Blandre, « De la secte dure des enfants de Dieu au cybergroupe "La Famille Internationale": le retour en réseau à la mouvance évangélique », Mouvements Religieux, mars-avril 2019
- Claire Borovik, « From radical communalism to virtual  community : the digital transformation of the Family international », Nova religio, , vol. 22, issue 1, 2018
- Jeanine Hervé (propos recueillis par) et Marie-Christine C. (préf. Alain Woodrow), Confession d'une Enfant de Dieu : quand une secte encourage ses adeptes à se prostituer, Paris, Rochevignes, 1985, 191 p. (ISBN 2-86737-018-3 et 978-2-86737-018-2, OCLC 461704135, BNF 34869933)Réédité ultérieurement sous le titre Séphora, prostituée de Dieu chez La Duraulée.
- Centre Roger-Ikor, Les Sectes, état d'urgence : mieux les connaître, mieux s'en défendre en France et dans le monde, Paris, Albin Michel, 1995, 321 p. (ISBN 2-226-07711-1 et 978-2-226-07711-0, OCLC 300104293, BNF 36683564)